# St. Fronleichnam (Homburg)

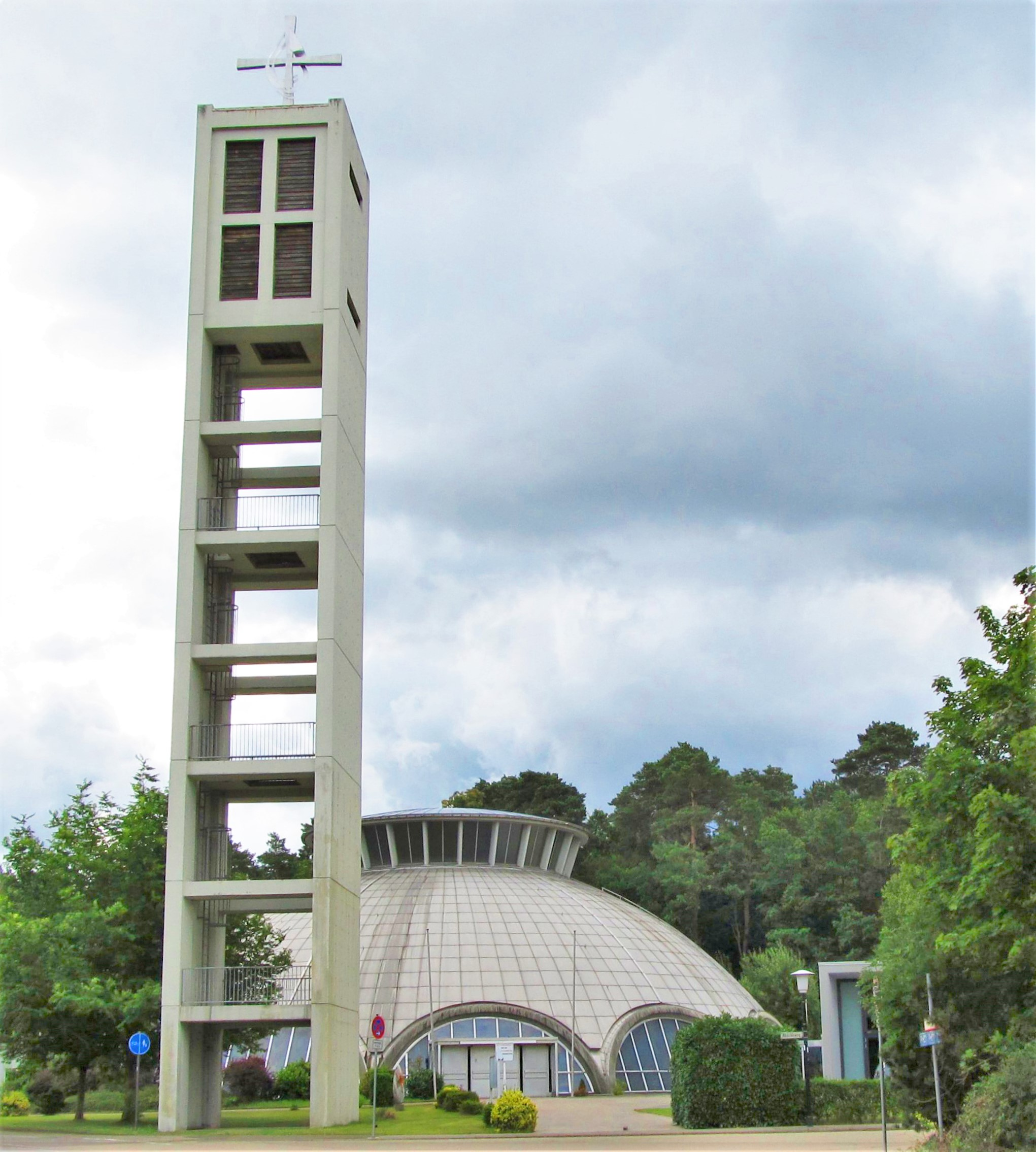
Die katholische Pfarrkirche St. Fronleichnam in Homburg

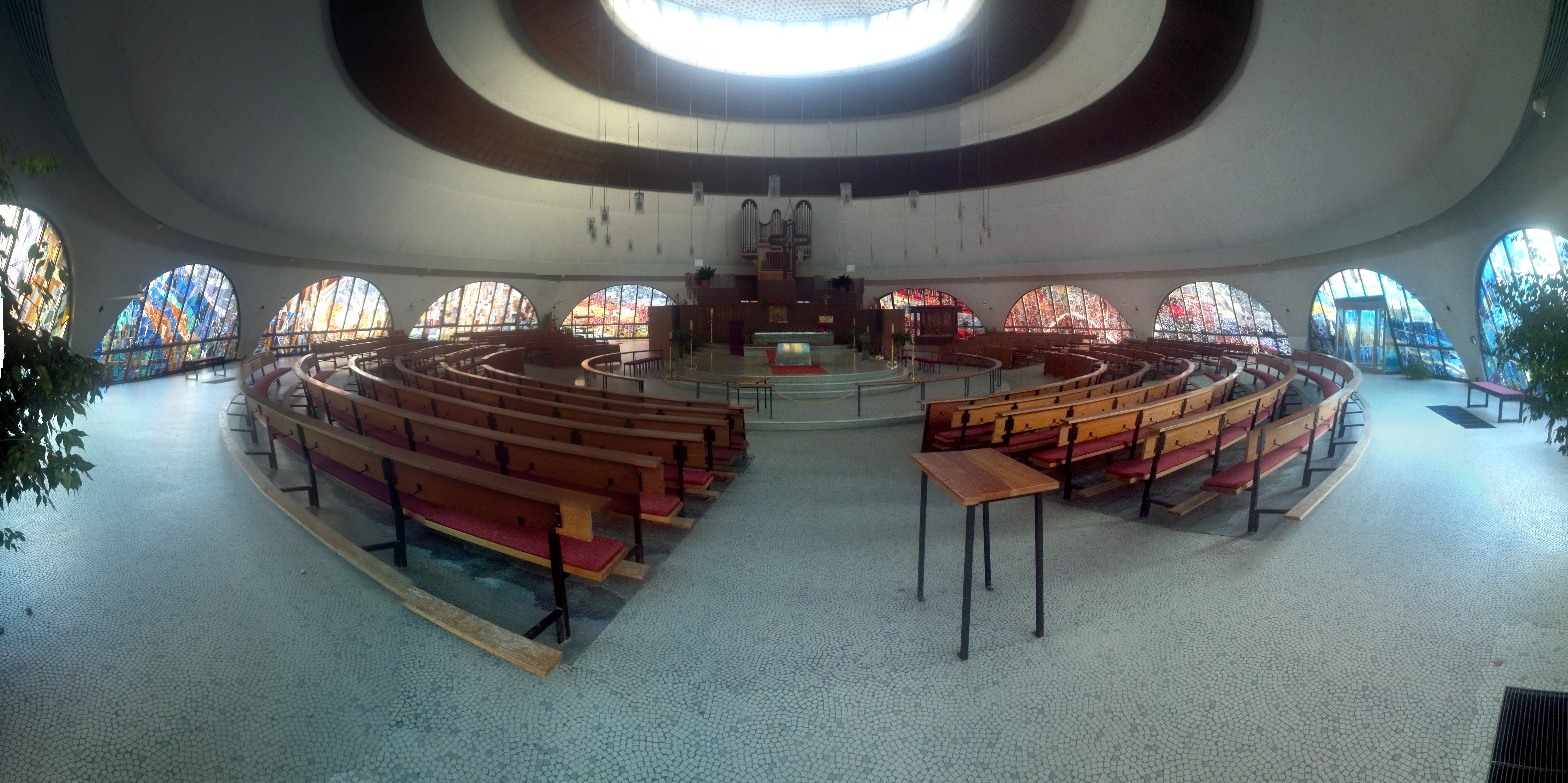
Blick ins Innere der Kirche

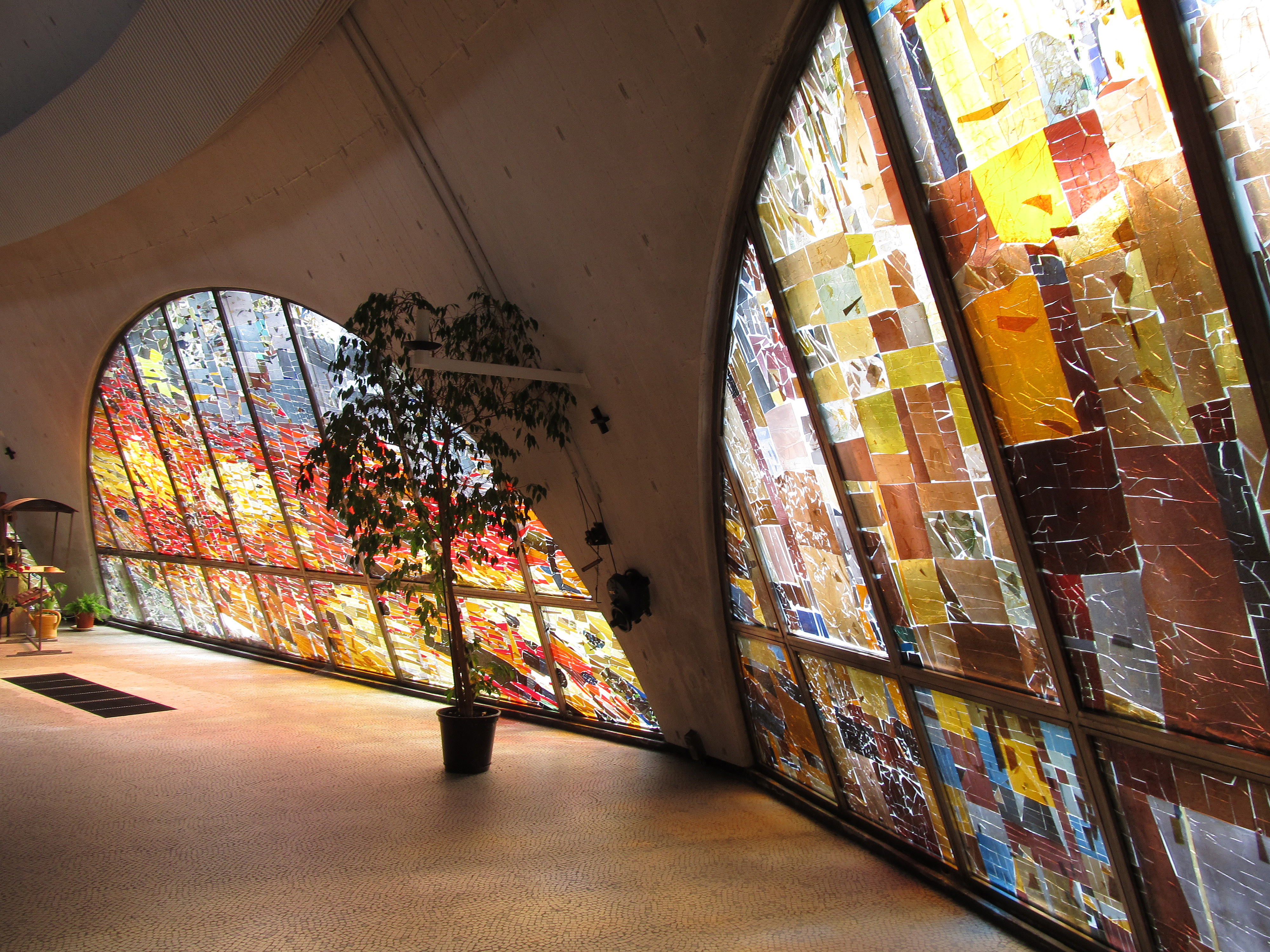
Fenster der Kirche

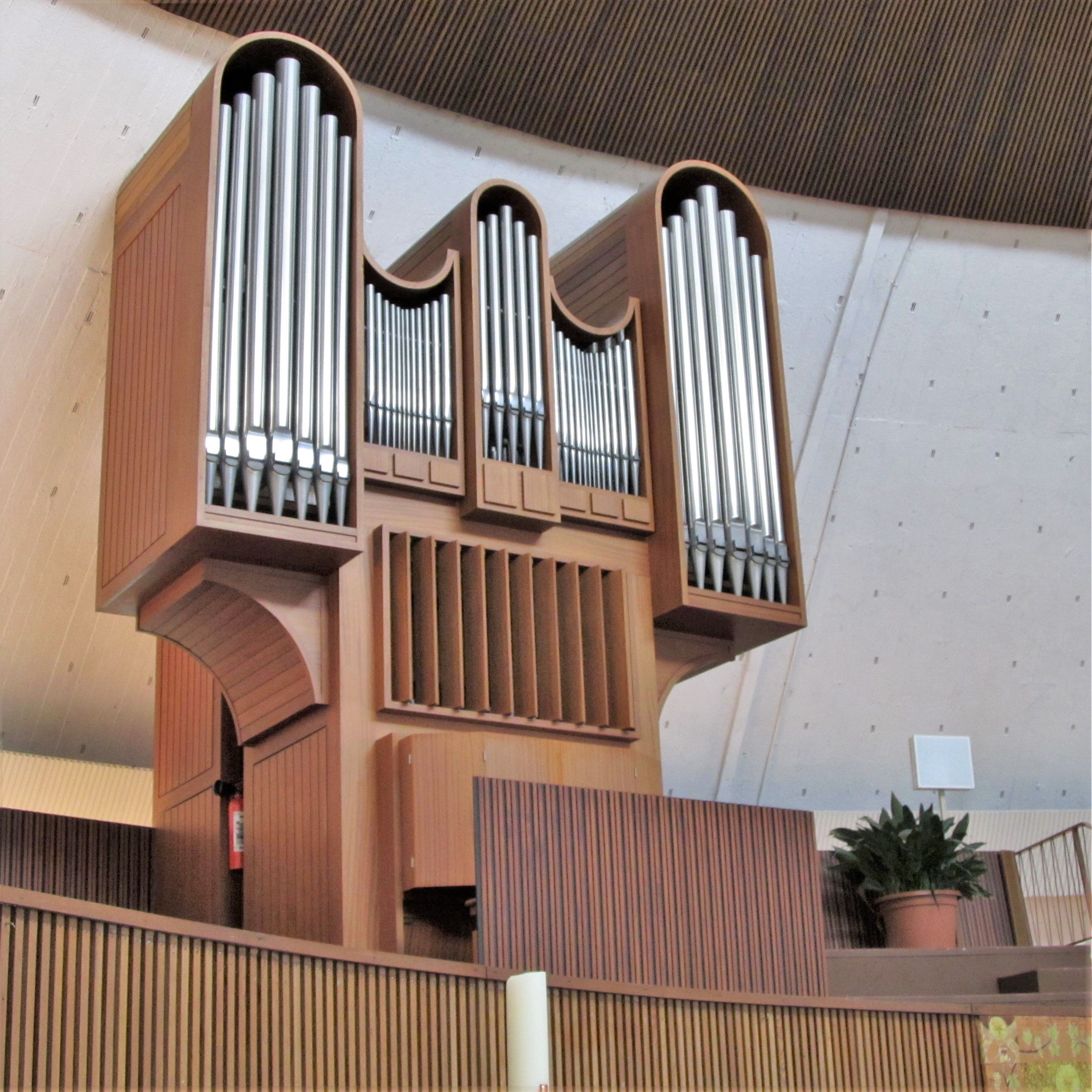
Orgelprospekt

Die Kirche St. Fronleichnam ist eine katholische Pfarrkirche in Homburg, der Kreisstadt des Saarpfalz-Kreises im Saarland. Gewidmet ist sie dem Festgeheimnis von Fronleichnam, der leibhaften Gegenwart Christi in der eucharistischen Brotsgestalt. In der Denkmalliste des Saarlandes ist die Kirche als Einzeldenkmal aufgeführt. Der Sakralbau ist dem Bistum Speyer und damit der Kirchenprovinz Bamberg zugeordnet.

## Geschichte
Am 20. Juni 1961 errichtete der Speyrer Bischof Isidor Markus Emanuel offiziell die Kuratie St. Fronleichnam in Homburg, die der Kirchengemeinde St. Michael unterstellt war. Am 12. November des gleichen Jahres beschloss die Kirchengemeinde St. Michael die Errichtung einer selbständigen Kirchengemeinde St. Fronleichnam. In einer Urkunde vom 17. November vollzog der Bischof von Speyer diesen Beschluss.
Der Beginn der Bauarbeiten zur Errichtung einer Kirche für die neu gegründete Pfarrei erfolgte am 13. Mai 1962, nachdem knapp zwei Wochen zuvor am 1. Mai durch Domkapitular Schwartz aus Speyer die Grundsteinlegung erfolgt war. Erbaut wurde die Kirche nach Plänen des Architekten Herbert Lück (Homburg-Beeden). Die Bauausführung lag in der Verantwortung der Firma Dyckerhoff & Widmann. Am 1. Adventssonntag, dem 29. November 1964 wurde das Gotteshaus durch Bischof Emanuel eingeweiht. Das Pfarrhaus wurde 1963 errichtet, das Pfarrgemeinde-Zentrums mit angeschlossenem Kindergarten und Jugendräumen in den Jahren 1972 und 1973.
Durch einen Brandanschlag wurde die Kirche am 23. Februar 1974 so stark beschädigt, dass zunächst ein Abbruch der Kirche nicht ausgeschlossen werden konnte. Doch das Kirchengebäude konnte gerettet werden und nach erfolgreicher Restaurierung wurde die Kirche am 1. Adventssonntag 1974 wieder in Dienst genommen.
Eine weitere Restaurierung erfolgte 1999. In den Jahren 2008 und 2009 wurde die Kirche durch den Anbau eines Pfarrsaals, einer Sakristei und eines Jugendraums erweitert.
Ab Oktober 2006 gab es eine Pfarreiengemeinschaft der Pfarrei St. Fronleichnam mit den Pfarreien Mariä Himmelfahrt in Kirrberg und Maria Geburt in Schwarzenacker. Die Pfarreiengemeinschaft wurde 2011 erweitert mit der Pfarrei St. Michael in Homburg und der Kuratie Maria Hilf in Bruchhof-Sanddorf. Seit dem 1. Januar 2016 gehört die Kirche St. Fronleichnam zur Homburger Pfarrei Heilig Kreuz beim Dekanat Saarpfalz.

## Baubeschreibung
Bei dem Kirchengebäude handelt es sich um eine moderne Rundkirche mit separatem Turm. Die Kuppel des Baus ruht auf 12 Stützen. Die 12 halbkreisförmigen Betonglasfenster gestaltete der Künstler August Deppe aus Homburg. Der Mosaikfußboden wurde 1964 von der Firma Villeroy & Boch (Mettlach) verlegt.
Das Gedenkkreuz, im Zentrum der Kirche über dem Altar hängend, ist ein Werk des Künstlers Gernot Waldner.

## Orgel
Die Orgel der Kirche wurde 1984 von der Orgelbaufirma Firma Hugo Mayer Orgelbau (Heusweiler) erbaut. Das Instrument hat 20 Register auf zwei Manualwerken und Pedal. Der eingebaute Spielschrank ist dreimanualig angelegt. Das 1. Manual ist ein Koppelmanual. Beim Bau wurde das Pfeifenwerk der ehemaligen Orgel der Aula des Homburger Johanneums wiederverwendet. Aufgestellt ist das Instrument auf einer Empore hinter dem Altar. Die Windladen sind Schleifladen mit mechanischer Spiel- und elektrischer Registertraktur.
| II Hauptwerk C–g3 |             |       |
| 1.                | Prinzipal   | 8′    |
| 2.                | Rohrgedackt | 8′    |
| 3.                | Prinzipal   | 4′    |
| 4.                | Flötgedackt | 4′    |
| 5.                | Feldflöte   | 2′    |
| 6.                | Mixtur IV   | 1 ⁄3′ |
| 7.                | Trompete    | 8′    |

| III Schwellwerk C–g3 |                 |        |
| 8.                   | Bleigedackt     | 8′     |
| 9.                   | Weidenpfeife    | 8′     |
| 10.                  | Venezianerflöte | 4′     |
| 11.                  | Nazard          | 2 ⁄3′  |
| 12.                  | Prinzipal       | 2′     |
| 13.                  | Terz            | 1 3⁄5′ |
| 14.                  | Scharff         | 1′     |
| 15.                  | Rohrschalmey    | 8′     |
| 16.                  | Clairon         | 4′     |
|                      | Tremulant       |        |

| Pedal C–f1 |          |     |
| 17.        | Subbaß   | 16′ |
| 18.        | Octavbaß | 8′  |
| 19.        | Octave   | 4′  |
| 20.        | Fagott   | 16′ |

- Koppeln: I/P
- Spielhilfen: zwei freie Kombinationen, Tutti, Zungeneinzelabsteller

## Glocken
Im freistehenden Glockenturm hängt ein vierstimmiges Geläut aus dem Jahr 1988. Der Guss erfolgte durch die Karlsruher Glocken- und Kunstgießerei. Die Läuteordnung ist so gegliedert, dass das Vorläuten zur Messe oder zum Hochamt zunächst mit den beiden kleinen Glocken beginnt. Anschließend ist das volle Geläut an fast allen Sonntagen zu hören. In der Advents- und Fastenzeit entfällt aus diesem Anlass die große Fronleichnamsglocke. Zum Angelus läutet die Elisabethglocke solistisch.
| Glocke | Name             | Schlagton | Gewicht |
| ------ | ---------------- | --------- | ------- |
| 1      | St. Fronleichnam | cis′      | 1600 kg |
| 2      | Herz Jesu        | dis′      | 1130 kg |
| 3      | Edith Stein      | fis′      | 0740 kg |
| 4      | St. Elisabeth    | ais′      | 0425 kg |